# Gratangen
Gratangen (nordsamisch: Rivttáid suohkan) ist eine nordnorwegische Kommune in der Landschaft Helgeland in der Provinz (Fylke) Troms. Sie ist benannt nach dem Fjord Gratangen, der vom Astafjord nach Südosten abzweigt und das Gemeindegebiet durchzieht.

## Gemeindegebiet und Bevölkerung
Die Gemeinde grenzt im Westen an Skånland, im Norden an den Astafjord und die Gemeinde Ibestad, im Osten an Lavangen und im Süden an die zum Fylke Nordland gehörige Kommune Narvik. Das Gemeindegebiet ist sehr gebirgig, und menschliche Siedlungen befinden sich lediglich in schmalen Streifen entlang den Ufern des Gratangsfjords, am Fjordende in Fjordbotn und Gratangsbotn, am Südufer des Astafjords zwischen Grøsnes und Selnes, und in geringem Maße in einigen Seitentälern des Gratangsfjords. Die Bevölkerung ist abnehmend und zählt momentan noch etwa 1100 Personen. Verwaltungszentrum und einwohnerstärkste Siedlung ist der kleine Ort Årstein mit etwa 200 Bewohnern.

## Verkehr und Tourismus
Die Europastraße 6 führt etwa 2 km südöstlich von Gratangsbotn durch das Gemeindegebiet von Bjerkvik und Narvik nach Norden in Richtung Bardufoss. Bei Gratangsbotn zweigt die Provinzstraße Fv 825 von der E 6 ab und verläuft entlang dem Südufer des Gratangsfjords bis nach Hilleshamn am Astafjord und dann weiter an dessen Südufer in die benachbarte Gemeinde Skånland. Am Årsteinstraumen, einer nur 350 m breiten Engstelle des Fjords bei Årstein, zweigt die Fv 141 von der Fv 825 nach Norden ab, überquert den Fjord auf der Årsteinbrücke und verläuft danach entlang dem gesamten Nordufer des Fjords und dann entlang dem Astafjord weiter nach Nordosten.
In Gratangsbotn befindet sich das Nordnorsk Båtmuseum mit einer einzigartigen Sammlung von Nordlandbooten.
Insbesondere Foldvik am Südufer des Fjords ist eine beliebte Ausgangsbasis für Angler (Heilbutt, Seelachs, Dorsch, Steinbeißer).

## Geschichte
Im April 1940 war das Gebiet der Gemeinde bei der Invasion Norwegens durch deutsche Truppen Schauplatz von schweren Gefechten zwischen Einheiten der 3. Gebirgs-Division General Eduard Dietls und der 6. norwegischen Division unter General Carl Gustav Fleischer. Die Norweger konnten hier den deutschen Vormarsch eine Zeitlang aufhalten.

## Persönlichkeiten
- Per-Mathias Høgmo (* 1959), Fußballspieler und -trainer